# Tyx (Fluss)
Der Tyx (auch Tix geschrieben) ist ein Fluss in Frankreich, der in den Regionen Nouvelle-Aquitaine und Auvergne-Rhône-Alpes verläuft. Er entspringt im Regionalen Naturpark Millevaches en Limousin, beim Weiler Pompignat, im Gemeindegebiet von Basville. Er entwässert generell in östlicher Richtung, durchquert mehrere Seen und mündet nach rund 20 Kilometern im Gemeindegebiet von Saint-Étienne-des-Champs als linker Nebenfluss in den Sioulet. Auf seinem Weg durchquert der Tyx die Départements Creuse und Puy-de-Dôme.

## Orte am Fluss
(Reihenfolge in Fließrichtung)
- Le Layrit, Gemeinde Basville
- Saugère, Gemeinde La Celle
- La Celle
- Tyx, Gemeinde Saint-Avit
- Condat-en-Combraille
- Meneix, Gemeinde Condat-en-Combraille
- Chênerailles, Gemeinde Saint-Étienne-des-Champs

## Ökologie
Das Gebiet um den Étang de Tyx ist als Ökotop des Typs 1 (französisch ZNIEFF, zone naturelle d'interêt écologique, faunistique et floristique) ausgewiesen.